# Pretenders (film)
Pour les articles homonymes, voir The Pretender.
 (juin 2019).
Si vous disposez d'ouvrages ou d'articles de référence ou si vous connaissez des sites web de qualité traitant du thème abordé ici, merci de compléter l'article en donnant les références utiles à sa vérifiabilité et en les liant à la section « Notes et références ».
Pour plus de détails, voir Fiche technique et Distribution.
Pretenders est un film américain réalisé par James Franco, sorti en 2018.
Il est projeté en avant-première au festival du film de Turin 2018 avant une sortie en salles dans quelques pays en 2019.

## Synopsis
En 1979, Terry fait des études de cinéma. Lors d'une projection de Une femme est une femme, il tombe amoureux de Catherine, qui disparait aussitôt. Il fait également la connaissance de Phil, photographe, dont il devient ami et assistant. À une autre projection, il retrouve enfin Catherine et lui propose de participer à son court-métrage — elle est actrice —. Il lui déclare son amour, Phil lui déclare son désir. Ils vont vivre à trois une histoire compliquée.

## Fiche technique
Sauf indication contraire, les informations mentionnées dans cette section peuvent être confirmées par la base de données cinématographiques IMDb,  présente dans la section « Liens externes ».
- Titre original : The Pretenders
- Réalisation : James Franco
- Scénario : Josh Boone
- Direction artistique : Jeanelle Marie
- Décors : William Hatch Crosby
- Costumes : Brenda Abbandandolo
- Photographie : Peter Zeitlinger
- Musique : Mark Kozelek
- Production : Katie Leary, Vince Jolivette, Jay Davis et Jordan Yale Levine
- Sociétés de production : Rabbit Bandini Productions (en), Yale Productions
- Sociétés de distribution : Cleopatra Entertainment
- Pays d'origine :  États-Unis
- Langue originale : anglais
- Format : couleur
- Genre : drame
- Durée : 90 minutes
- Dates de sortie :
  - Italie : 24 novembre 2018 (festival du film de Turin)
  - États-Unis : 27 septembre 2019

## Distribution
- Jack Kilmer : Terry
- Jane Levy : Catherine
- Shameik Moore : Phil
- Juno Temple : Victoria
- James Franco : Maxwell
- Brian Cox : Henry
- Dennis Quaid : Joe
- Tyler Alvarez : Doug
- Mustafa Shakir : M. Stanish